# Nasspressstein
Ein Nasspressstein ist ein Formling aus Braunkohle (Vorläufer des Kohlebriketts), mit dem die bei Abbau und Verarbeitung anfallenden erdigen Kohlepartikel und -stäube als Brennstoff für Heizzwecke nutzbar gemacht wurden.
Das Verfahren wurde bereits Anfang des 19. Jahrhunderts verwendet. Damals wurde ein durch Vermengen der Kohle mit Wasser  ein Kohlebrei hergestellt und ähnlich der Ziegelherstellung per Hand durch Einstreichen in Formkästen geformt und anschließend an der Luft getrocknet. Dabei wurden in einer Form gleichzeitig fünf Steine von 21 cm × 10,5 cm × 6 cm Größe geformt. Die Leistung eines Arbeiters in einer 10-Stunden-Schicht betrug einschließlich der Vorbereitungsarbeiten und des Transports 1200 Steine. Diese Steine werden zur Differenzierung von maschinell hergestellten auch als „Handstreichsteine“ bezeichnet. Im Rheinischen Braunkohlerevier waren solche manuell hergestellten Presslinge in der dort üblichen, konischen Form als „Klütten“ bekannt.
Nass geformte Steine schwinden beim Trocknen stark und werden rissig. Sie sind daher empfindlich gegen mechanische Einwirkung und Feuchte. Durch den hohen Wasseranteil der luftgetrockneten Steine von bis 30 % haben sie einen geringen Heizwert. Daher entwickelte man trockene Pressverfahren zur Herstellung von Briketts.
Die ersten Maschinen zur Herstellung von Nasspresssteinen werden um 1830 entwickelt. Der Durchbruch bei der großtechnischen Umsetzung wurde 1863 mit der Hertel-Schmelzerschen Kohlenpresse erzielt.
Meyers Konversationslexikon in der Ausgabe von 1905 bis 1909 beschreibt Maschinen zur Herstellung von Nasspresssteinen: 

„Zur Herstellung der Naßpreßsteine dient eine Kohlenpresse, auf der die Kohle ein Walzenpaar, dann einen Maischapparat mit rotierender Messerwelle passiert, hierbei mit Wasser durchfeuchtet wird, dann durch ein Feinwalzwerk geht und in einen Preßrumpf getrieben wird, aus dem sie in Form eines Stranges austritt, der endlich durch Drähte zerschnitten wird. Die erhaltenen Steine werden an der Luft getrocknet. Sie halten auch nach dem Trocknen sehr viel Wasser zurück, das ihren Heizwert mindert und die Transportkosten erhöht“

Die Trocknung in offenen Trockenschuppen dauert einige Tage bis zu drei Wochen und ist nur im Sommer möglich, da die nassen Steine im Winter durch Eisbildung zersprengt werden. Künstliche Trocknung wurde damals als nicht wirtschaftlich verworfen.
In der Zeit nach dem Zweiten Weltkrieg wurden in Deutschland ebenfalls Nasspresssteine hergestellt, teilweise in Ziegeleien.